# 너페사 윌리엄스
너페사 윌리엄스(영어: Nafessa Williams, 1989년 12월 4일 ~ )는 미국의 배우이다. 2017년 DC 코믹스 원작의 TV 드라마 《블랙 라이트닝》에 출연한다.